# 柳长庆
柳长庆（1952年—），黑龙江省齐齐哈尔人，汉族，中华人民共和国政治人物、第十二届全国人民代表大会辽宁地区代表。
毕业于辽宁大学经济管理专业。2013年，被选为全国人大代表。2016年因涉嫌贿选被认定当选无效。